# Santa Rosa (Uruguay)

Municipalité de Santa Rosa

Santa Rosa est une ville et une municipalité de l'Uruguay située dans le département de Canelones. Sa population est de 3 727 habitants.

## Histoire
Santa Rosa reçoit le statut de « ville » (pueblo) en 1879.

## Population
Sa population est de 3 727 habitants environ (2011).
| Année | Population |
| ----- | ---------- |
| 1963  | 2 439      |
| 1975  | 2 726      |
| 1985  | 2 808      |
| 1996  | 3 263      |
| 2004  | 3 660      |
| 2011  | 3 727      |

Référence,.

## Gouvernement
Le maire (alcalde) de la ville est Gretel Ferrari (Parti national).